# هشت‌آباد
هشت‌آباد، روستایی از توابع بخش مرکزی شهرستان آرادان در استان سمنان ایران است.

## جمعیت
این روستا در دهستان یاتری قرار دارد و براساس سرشماری مرکز آمار ایران در سال ۱۳۸۵، جمعیت آن ۶۹۶ نفر (۲۱۰خانوار) بوده‌است.